# Bitburg-Prüm
Huyện Eifelkreis Bitburg-Prüm là một huyện trong bang Rheinland-Pfalz, phía tây nước Đức. Huyện này giáp các đơn vị (từ phía tây theo chiều kim đồng hồ) Luxembourg, Bỉ và các huyện Euskirchen, Vulkaneifel, Bernkastel-Wittlich và Trier-Saarburg.

## Lịch sử
Đã có 3 vùng khác nhau ở khu vực: tu việc và thành phố Prüm trực thuộc hoàng đế La Mã trong thời Trung cổ; sau này thành phố này thành công quốc Prüm, chiếm phần lớn phía nam.
Phần tây nam gồm thị xã Bitburg thuộc Luxembourg từ thế kỷ 10 đến thế kỷ 15. Sau này khu vực này thuộc tỉnh Seventeen và do đó thuộc Tây Ban Nha. Sau cuộc chiến tranh Napoleon, khu vực này được giao cho Phổ.
Phía đông của huyện, gồm thị xã Kyllburg, thuộc giám mục Trier.
Khi Phổ giành được tất cả các vùng này vào năm 1815, chính quyền Phổ đã lập 3 huyện Bitburg, Prüm và Trier. Vào năm 1970, các huyện Bitburg và Prüm được sáp nhập với một số khu vực của huyện cũ Trier thành huyện như ngày nay.
Ngày 1 tháng 1 năm 2007, tên huyện được chuyển thành Eifelkreis Bitburg-Prüm thay vì Landkreis.

## Địa lý
Huyện gồm khu vực dân cư thưa thớt của phía tây nam của dãy núi Eifel. Phần dọc theo biên giới phía tây là công viên tự nhiên Đức-Bỉ và công viên tự nhiên Đức-Luxembourg. Một số sông bắt nguồn từ Schneifel ở tây bắc và từ Kyllwald ở phía đông, chảy qua phía nam vào sông Sauer (tiếng Pháp: Sûre), sau đó chảy vào Moselle.

## Thị xã và đô thị
| Thị xã không thuộc Verband |
| -------------------------- |
| 1. Bitburg                 |

| Verbandsgemeinden | Verbandsgemeinden | Verbandsgemeinden | Verbandsgemeinden |
| 1. Arzfeld | 1. Arzfeld | 1. Arzfeld | 1. Arzfeld |
| --- | --- | --- | --- |
| 1. Arzfeld1 2. Dackscheid 3. Dahnen 4. Daleiden 5. Dasburg 6. Eilscheid 7. Eschfeld 8. Euscheid 9. Großkampenberg 10. Hargarten 11. Harspelt                                                                | 1. Herzfeld 2. Irrhausen 3. Jucken 4. Kesfeld 5. Kickeshausen 6. Kinzenburg 7. Krautscheid 8. Lambertsberg 9. Lascheid 10. Lauperath 11. Leidenborn                                | 1. Lichtenborn 2. Lierfeld 3. Lünebach 4. Lützkampen 5. Manderscheid 6. Mauel 7. Merlscheid 8. Niederpierscheid 9. Oberpierscheid 10. Olmscheid 11. Pintesfeld                            | 1. Plütscheid 2. Preischeid 3. Reiff 4. Reipeldingen 5. Roscheid 6. Sengerich 7. Sevenig (Our) 8. Strickscheid 9. Üttfeld 10. Waxweiler                             |
| 2. Bitburg-Land [thủ phủ: Bitburg] | | | |
| 1. Baustert 2. Bettingen 3. Bickendorf 4. Biersdorf am See 5. Birtlingen 6. Brecht 7. Brimingen 8. Dahlem 9. Dockendorf 10. Dudeldorf 11. Echtershausen 12. Ehlenz 13. Enzen                                | 1. Eßlingen 2. Feilsdorf 3. Fließem 4. Gondorf 5. Halsdorf 6. Hamm 7. Heilenbach 8. Hisel 9. Hütterscheid 10. Hüttingen an der Kyll 11. Idenheim 12. Idesheim 13. Ingendorf        | 1. Ließem 2. Meckel 3. Messerich 4. Metterich 5. Mülbach 6. Nattenheim 7. Niederstedem 8. Niederweiler 9. Oberstedem 10. Oberweiler 11. Oberweis 12. Olsdorf 13. Rittersdorf              | 1. Röhl 2. Scharfbillig 3. Schleid 4. Seffern 5. Sefferweich 6. Stockem 7. Sülm 8. Trimport 9. Wettlingen 10. Wiersdorf 11. Wißmannsdorf 12. Wolsfeld               |
| 3. Irrel | | | |
| 1. Alsdorf 2. Bollendorf 3. Echternacherbrück 4. Eisenach 5. Ernzen | 1. Ferschweiler 2. Gilzem 3. Holsthum 4. Irrel1 5. Kaschenbach | 1. Menningen 2. Minden 3. Niederweis 4. Peffingen 5. Prümzurlay | 1. Schankweiler 2. Wallendorf |
| 4. Kyllburg | | | |
| 1. Badem 2. Balesfeld 3. Burbach 4. Etteldorf 5. Gindorf 6. Gransdorf | 1. Kyllburg1, 2 2. Kyllburgweiler 3. Malberg 4. Malbergweich 5. Neidenbach 6. Neuheilenbach                                                                                        | 1. Oberkail 2. Orsfeld 3. Pickließem 4. Sankt Thomas 5. Seinsfeld 6. Steinborn | 1. Usch 2. Wilsecker 3. Zendscheid |
| 5. Neuerburg | | | |
| 1. Affler 2. Altscheid 3. Ammeldingen an der Our 4. Ammeldingen bei Neuerburg 5. Bauler 6. Berkoth 7. Berscheid 8. Biesdorf 9. Burg 10. Dauwelshausen 11. Emmelbaum 12. Fischbach-Oberraden 13. Geichlingen | 1. Gemünd 2. Gentingen 3. Heilbach 4. Herbstmühle 5. Hommerdingen 6. Hütten 7. Hüttingen bei Lahr 8. Karlshausen 9. Keppeshausen 10. Körperich 11. Koxhausen 12. Kruchten 13. Lahr | 1. Leimbach 2. Mettendorf 3. Muxerath 4. Nasingen 5. Neuerburg1, 2 6. Niedergeckler 7. Niederraden 8. Niehl 9. Nusbaum 10. Obergeckler 11. Plascheid 12. Rodershausen 13. Roth an der Our | 1. Scheitenkorb 2. Scheuern 3. Sevenig bei Neuerburg 4. Sinspelt 5. Übereisenbach 6. Uppershausen 7. Utscheid 8. Waldhof-Falkenstein 9. Weidingen 10. Zweifelscheid |
| 6. Prüm | | | |
| 1. Auw bei Prüm 2. Bleialf 3. Brandscheid 4. Buchet 5. Büdesheim 6. Dingdorf 7. Feuerscheid 8. Fleringen 9. Giesdorf 10. Gondenbrett 11. Großlangenfeld                                                     | 1. Habscheid 2. Heckhuscheid 3. Heisdorf 4. Hersdorf 5. Kleinlangenfeld 6. Lasel 7. Masthorn 8. Matzerath 9. Mützenich 10. Neuendorf 11. Niederlauch                               | 1. Nimshuscheid 2. Nimsreuland 3. Oberlascheid 4. Oberlauch 5. Olzheim 6. Orlenbach 7. Pittenbach 8. Pronsfeld 9. Prüm1, 2 10. Rommersheim 11. Roth bei Prüm                              | 1. Schönecken 2. Schwirzheim 3. Seiwerath 4. Sellerich 5. Wallersheim 6. Watzerath 7. Wawern 8. Weinsheim 9. Winringen 10. Winterscheid 11. Winterspelt             |
| 7. Speicher | | | |
| 1. Auw an der Kyll 2. Beilingen 3. Herforst | 1. Hosten 2. Orenhofen 3. Philippsheim | 1. Preist 2. Spangdahlem 3. Speicher1 | |
| 1thủ phủ của Verbandsgemeinde; 2town | | | |